# Лулах
Лулах (енгл. Lulach), посинак краља Магбета и краткотрајни краљ Шкотске.

## Историја
Магбет, господар Мареја (једне од 7 провинција тадашње Шкотске) је дошао на престо Шкотске избором водећих великаша, након што је поразио и убио претходног краља Данкана I и протерао у Енглеску његове синове, Малколма Кинмора и Доналда Бејна. Магбетова супруга Груах била је краљевског порекла. Као и Магбет, који јој је био рођак, била је потомак првог шкотског краља Кенета Мекалпина. Пре удаје за Магбета, Груах је у првом браку родила сина, Лулаха. Током Магбетове дуге владавине (1040-1057), Лулах је одрастао на двору као краљев усвојени син. Међутим, 1057. краљевић Малколм се вратио у Шкотску на челу велике војске Енглеза и поразио и убио Магбета у бици код Лампенена. Лулах је успео да нађе подршку међу људима свог поочима у Мареју и да буде изабран за краља. Неколико месеци касније, Малколм је поново упао у Шкотску и поразио Лулаха у бици код Стратбогија. Лулах је погубљен после битке, а Малколм Кинмор постао је краљ Малколм III.

## Наслеђе
Модерни историчари су ретроспективно сматрали Магбета и Лулаха последњим краљевима старе, келтске Шкотске, који су говорили гелским језиком, као и њихови поданици. Већ за владавине следећег краља, Малколма III (1057-1093), који је на власт дошао уз помоћ Енглеза, оженио енглеску принцезу и примио масу избеглица из Енглеске након норманског освајања (1066), енглески језик и обичаји усвојени су на шкотском двору, а енглески језик је у наредне две генерације постао службени језик шкотске државе, цркве и аристократије.